# Xysticus ninnii
Xysticus ninnii är en spindelart som beskrevs av Tord Tamerlan Teodor Thorell 1872. Xysticus ninnii ingår i släktet Xysticus och familjen krabbspindlar. Utöver nominatformen finns också underarten X. n. fusciventris.

## Bildgalleri

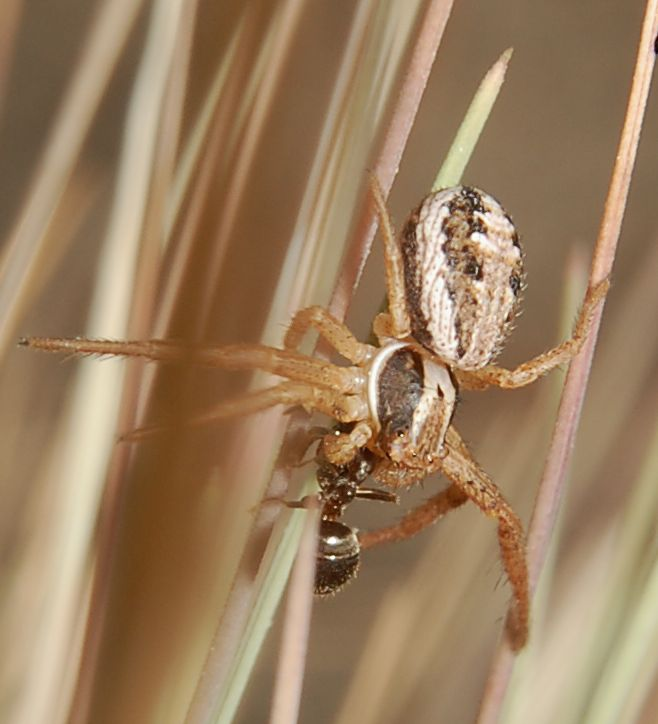